# Eloísa Garnelo Aparicio
Eloísa Garnelo Aparicio – hiszpańska malarka pochodząca z Walencji.
Pochodziła z rodziny o tradycjach artystycznych. Malarstwem zajmowali się również jej ojciec José Ramón Garnelo Gonzálvez i brat José Garnelo y Alda oraz kuzyni Jaime i Isidoro Garnelo Fillol. Jej brat Manuel Garnelo y Alda był rzeźbiarzem.
Zdobyła nagrodę na Exposición Internacional w 1892 roku. Razem z bratem pracowała przy dekoracji kaplicy Asilo de los Dolores w Montilla.

## Wybrane dzieła
- Santa Inés
- Las vendimiadoras montillanas, 1892.